# Mars-Scout-Programm
Das Mars-Scout-Programm war ein Teil des Mars-Erkundungsprogramms der NASA im Zeitraum 2005 bis 2010. Innerhalb des Marsprogramms waren die Mars-Scout-Missionen mit jeweils höchstens 500 Millionen US-Dollar Aufwand die am wenigsten kostenintensiven Projekte.

## Missionen
Die Missionen des Mars-Scout-Programms wurden jeweils durch einen Wettbewerb ausgewählt, in dem verschiedene, möglichst innovative Vorschläge von internationalen Wissenschaftlern miteinander konkurrieren sollten. So waren für die erste Mars-Scout-Mission neben der Phoenix-Sonde, ein Mars-Flugzeug, ein Orbiter für die Suche nach vulkanischer Aktivität sowie eine Probenentnahmemission für die Marsatmosphäre in der Endauswahl.

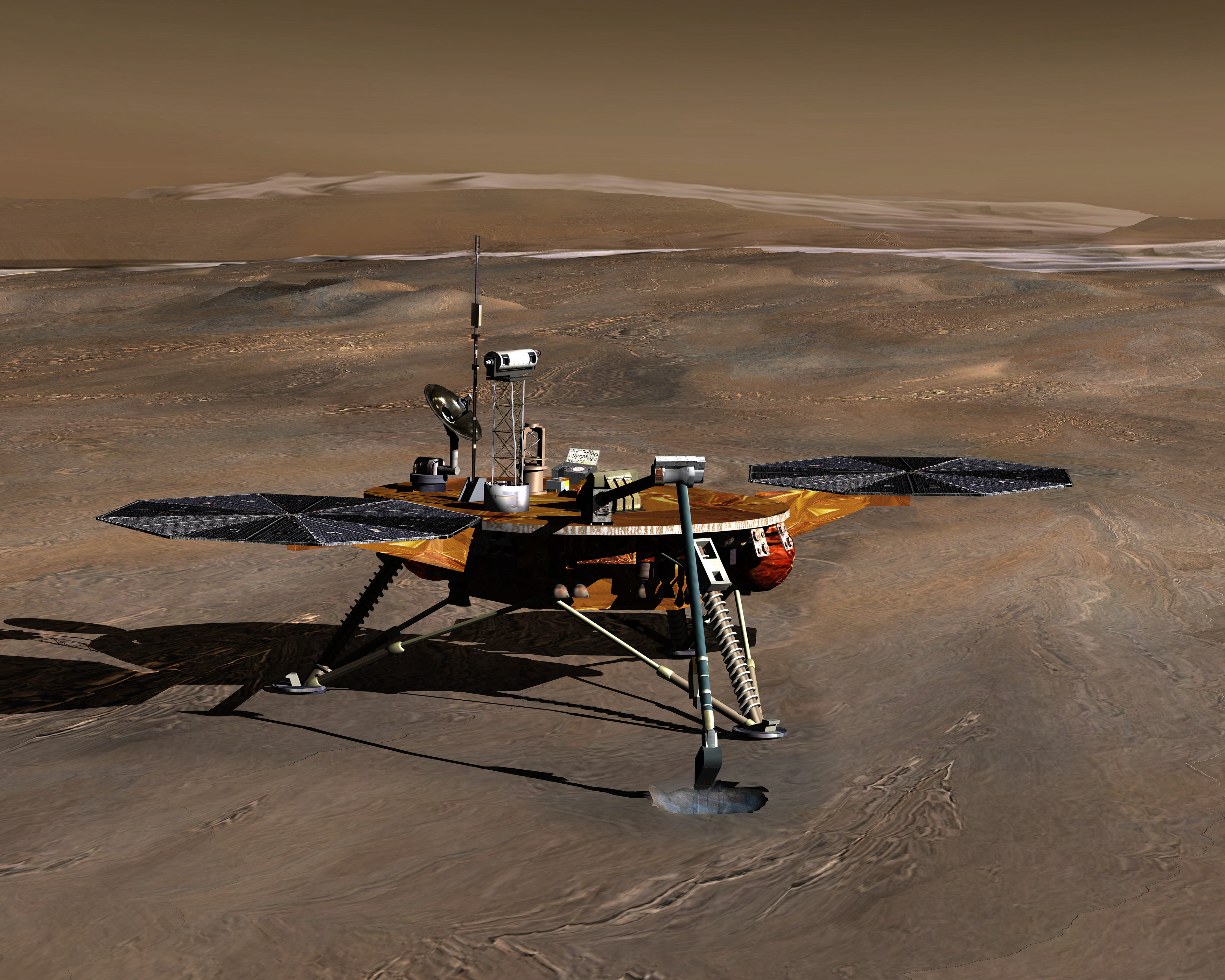
Phoenix (Mars Scout 1) auf dem Mars (künstlerische Darstellung)

### Mars Scout 1
Die erste Mission des Programms war die Landesonde Phoenix, die am 4. August 2007 startete und am 25. Mai 2008 (UTC) erfolgreich auf dem Mars landete. Der Gesamtpreis der Mission, inklusive der Trägerrakete und der Missionsdurchführung, war mit etwa 420 Millionen Dollar geplant. Phoenix war bis zum 2. November 2008 aktiv.

### Mars Scout 2

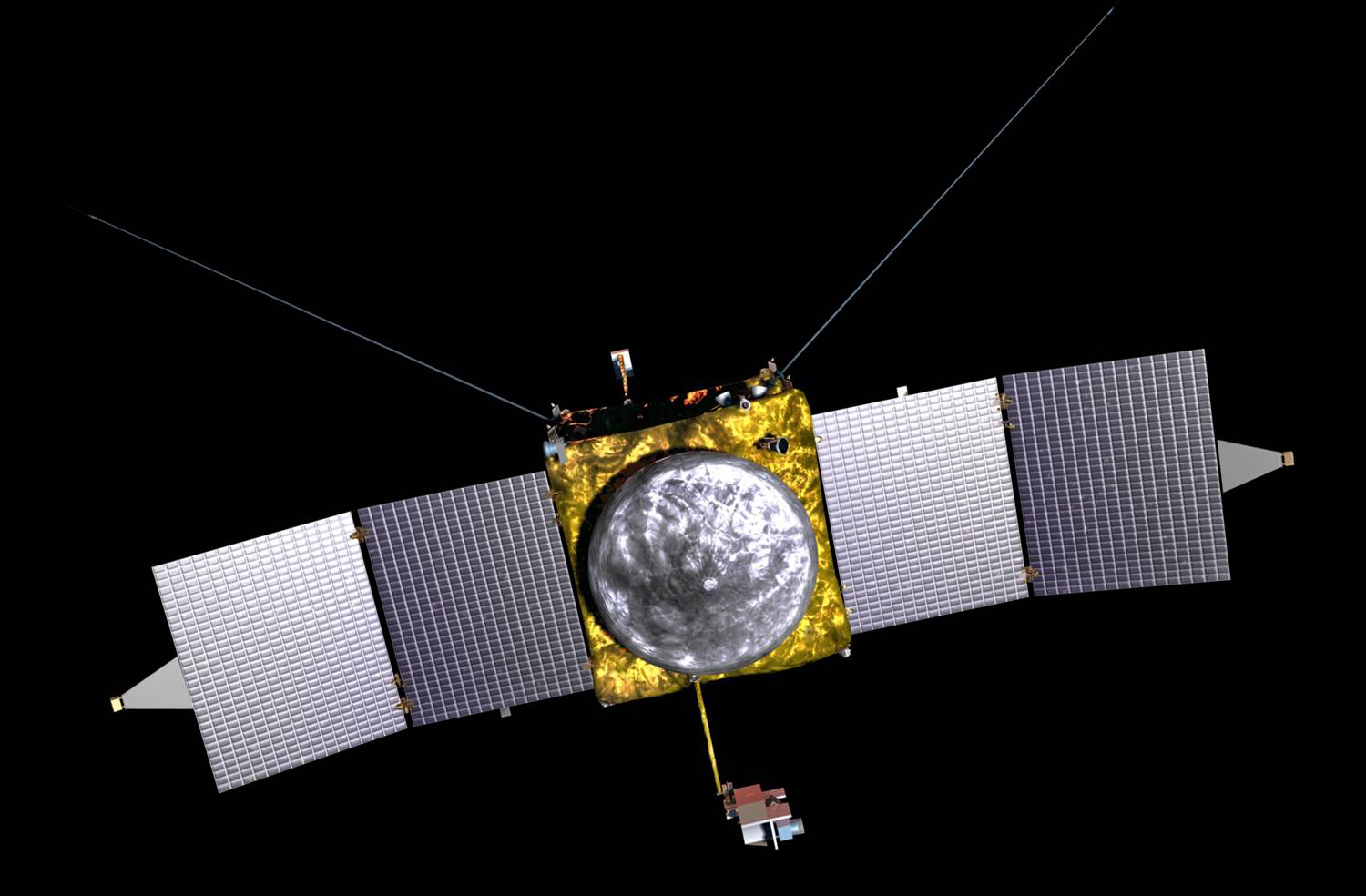
MAVEN (Mars Scout 2) (künstlerische Darstellung)

Für die zweite Mission wurde im Januar 2007 aus 26 Missionsvorschlägen eine Vorauswahl von zwei Missionskonzepten getroffen:
- Mars Atmosphere and Volatile Evolution (MAVEN): Ein Orbiter sollte Fragen zum Marsklima und der Bewohnbarkeit des Planeten beantworten sowie das Verständnis dynamischer Prozesse in der oberen Marsatmosphäre und Ionosphäre verbessern.
- The Great Escape: Das Missionskonzept ist ebenfalls als Orbiter ausgelegt. Die Raumsonde würde die Struktur und Dynamik der oberen Marsatmosphäre studieren, außerdem würden potentiell biogene Atmosphärenbestandteile (z. B. Methan) vermessen.

Im September 2008 wählte die NASA von diesen beiden die Sonde MAVEN aus.  2010 wurde das Mars-Scout-Programm eingestellt; MAVEN startete jedoch am 18. November 2013 und erreichte im September 2014 den Mars.